# Kåven
Kåven är en sjö i Aneby kommun och Jönköpings kommun i Småland och ingår i Motala ströms huvudavrinningsområde. Sjön har en area på 1,09 kvadratkilometer och ligger 252 meter över havet.

## Delavrinningsområde
Kåven ingår i det delavrinningsområde (641717-142182) som SMHI kallar för Utloppet av Kåven. Medelhöjden är 267 meter över havet och ytan är 6,82 kvadratkilometer. Det finns inga delavrinningsområden uppströms utan avrinningsområdet är högsta punkten. Vattendraget som avvattnar avrinningsområdet har biflödesordning 2, vilket innebär att vattnet flödar genom totalt 2 vattendrag innan det når havet efter 252 kilometer. Delavrinningsområdet består mestadels av skog (71 procent). Avrinningsområdet har 1,17 kvadratkilometer vattenytor vilket ger avrinningsområdet en sjöprocent på 17,2 procent.